# Erik Myrlund
Erik Myrlund Varo, född 21 maj 1984, är en svensk programledare.

## Karriär
Hans första arbete som programledare var på TV4 för programmet Nattliv där han stannade två år. På Sveriges radio tillbringade han tre somrar som programledare för P4 Gävleborg men vikarierade även på Vaken i P3 & P4. Myrlund medverkade sedan i två säsonger av Radiostyrd som sändes 2014 och 2015 på TV6.
2016 är han programledare för Rix FM:s kvällar där han sänder mellan klockan 18.00 och 00.00. 
Han driver även podden "Pausa med Erik Myrlund" på sin Youtubekanal där han intervjuar kända profiler. Under tidigare år jobbade Erik Myrlund som showartist där han uppträtt både utomlands och runt om i Sverige.
Han är en av tre deltagare i panelen som kommenterar programmet Are you the one - Sverige på TV3 och Viafree.